# Mala Kruševica
Mala Kruševica (cyr. Мала Крушевица) – wieś w Serbii, w okręgu rasińskim, w gminie Varvarin. W 2011 roku liczyła 244 mieszkańców.